# Phyllachne
Phyllachne es un género con cuatro especies de plantas con flores perteneciente a la familia Stylidiaceae. 

## Especies seleccionadas
- Phyllachne bellidifolia (Hook.) F.Muell.
- Phyllachne clavigera  F.Muell.
- Phyllachne colensoi (Hook.f.) Berggr.
- Phyllachne rubra Cheeseman
- Phyllachne uliginosa J.R.Forst. & G.Forst.

- Datos: Q3660177
- Multimedia: Phyllachne / Q3660177
- Especies: Phyllachne